# سزمچه
سزمچه (به صربی: Sezemče) یک منطقهٔ مسکونی در صربستان است که در کروشواتس واقع شده‌است. سزمچه ۲۵۰ نفر جمعیت دارد.